# Mutual UFO Network
The Mutual UFO Network, MUFON, är en amerikansk organisation som grundades den 31 maj 1969 med uppdraget att vetenskapligt studera ufo för att gagna mänskligheten. 
MUFON har satt upp tre mål med organisationen:
- Undersöka ufoobservationer - och samla data i MUFON databasen till användning för forskare över hela världen.
- Stödja forskning av ufo - för att hitta den sanna naturen av fenomenet.
- Utbilda allmänheten - om  ufofenomenet och dess potentiella inverkan i vårt samhälle.

MUFON har goda kontakter med den svenska organisationen UFO-Sverige.